# Ramusella insculpta
Ramusella insculpta är en kvalsterart som först beskrevs av Paoli 1908.  Ramusella insculpta ingår i släktet Ramusella och familjen Oppiidae. Inga underarter finns listade i Catalogue of Life.